# 腐女子除霊師オサム
『腐女子除霊師オサム』（ふじょしじょれいしおさむ）は、ゲタバ子による日本の漫画作品。2021年7月5日に『少年ジャンプ+』で配信された1話読み切り漫画。作者のゲタバ子は本作以外に発表作はないが、コマ割り、構図、ストーリー展開が新人らしからぬため、既にデビューしていて過去に『少年ジャンプ+』で連載経験もある漫画家の別名義ではないかとする説もある。
読み切りが連載化となり、『限界煩悩活劇オサム』のタイトルで2022年9月2日より2023年8月25日まで『少年ジャンプ＋』にて連載された。

## あらすじ

### 腐女子除霊師オサム
女子高生の春山カイカは自分の住むマンションの一室に棲み付く怨霊を除霊してもらおうとするが、除霊師にも手にを得ないほど猛り狂っており、怨霊が何を言っているが聞き取る必要があるがそれすらもできない、かなり危険な怨霊だという。除霊師はカイカに除霊師カタログを押し付けて他を当たるように言い、逃げて行った。それを読むとカイカの通う学校と同じ制服を着ている女子高校生除霊師についての記事が掲載されていた。
その女子高生除霊師、乾オサムは学校から出ようとするも多数の陽気のオーラを持つ生徒たちに気圧されて帰宅しあぐねていた。その場をコミックマーケットの会場だと思い込むことにして駆け抜けることに成功、帰ろうとしたときにカイカに呼び止められる。ファーストフード店に連れて行かれ、何事かわからずおどおどしていたオサムだったが、そこでカイカから除霊を依頼される。しかしオサムは人とすらコミュニケーションを取るのが苦手で、強い霊を除霊する無理であるため、できるのは一部の特殊な怨霊だけだと難色を示す。それでもカイカはコトの経緯を話し、引っ越してきたばかりの部屋に怨霊が出現、相手は「ゲキメン」「ヒスバン」と呪文のような言葉を発していた。これでは実家に帰るしかないとも考えたカイカだったが、それを聞いたオサムは除霊することを了承した。
オサムの家に寄って準備した後、書店に向かい、前より買おうとしていた漫画『撃叩メンカーバン』の単行本を入手、その漫画の主人公はバン、ライバルがヒスイでファンが独自にその2人をカップリングにして妄想するときの呼び名が「ヒスバン」だという。そういった趣味を持つオサムは前に住んでいた住人がその趣味で他人に話せないような辛いことがあったかもしれず、自分なら聞いてあげられると考えた。カイカの部屋に出向くと「バンヒスこそ至高ー」と怨霊の叫び声にオサムは悶絶、カイカはそれに驚きながら問いかけると、ヒスバンではなく受け攻めが逆の「バンヒス」で、思っていたのと違うカップリングを怨霊が好んでいた。怨霊はカイカがヒスバン派だと思い込んでおり、当の本人はなんのことかわからないと言うが、怨霊は部屋にあるインテリアの全て、色が緑と赤、四角と丸がデザインされた物が置かれているのは言い逃れできないと主張、オサムはそれに同意し、それはバンが赤と丸、ヒスイが緑と四角がそれぞれイメージカラーとシンボルマークで、ファンはフィギュアなどグッズの配置で推しているカップリングを示すと話すオサム。怨霊にとってカイカの部屋がヒスバン派の部屋としか考えられないのだった。
カイカは全部逆に配置して模様替えすれば満足かと言い、オサムにも今だけは同調するよう言うが怨霊はヒスバン派はバンヒス派を軽んじると激怒、ヒスバン派は超王道カップリングだからであった。怨霊の怒りが頂点に達し、怨念が具現化、攻撃により部屋に穴が空いてしまった。対話で解決することは無理だとなり、オサムは怨霊の怨念を吐き出し切らすため、同等の怨念を込めて殴る、対腐女子専用除霊ナックル「カタライ」を装着、メンコを純粋に楽しむバンを見て段々と惹かれていくヒスイからしてどうみてもヒスバンで「原作をちゃんと読め!!!」と殴るオサム。バンほど万人に好まれている受けはいないとも言い放つオサムだったが、怨霊は除霊されない。怨霊は表紙での立ち位置はいつもバンが左でヒスイが右だと言ったことにオサムは再び悶絶。作者がカップリングを考えて配置はしないと反論するがオサムは考えないようにしていたことにダメージを受けた。
カイカは漫画のキャラにそこまで入れ込める者たちがいる理由がわからなかったが、除霊を依頼した自分がオサムだけに体を張らすわけにはいかないと出版社にどっちのカップリングが正しいか聞いてみようと提案するがオサムは断固否定。どのカップリングが好きになろうとも勝ち負けや数の違いは関係なく、キャラへの理想を思い浮かべた時点で作品とキャラへの愛は本物で、その結果、発生した負の感情は気の済むまで拳で語り合ってスッキリ成仏してもらうのがオサムの除霊法だという。カイカはともにどす黒い腹の中をさらけ出しながら殴り合ってもその様がどこか活き活きしてみえるのはベースに作品愛があるからかもしれないと思った。数時間かけて除霊に成功し、『撃叩メンカーバン』の最新刊をお焚き上げすると怨霊に言うが、怨霊からバンヒスの夏コミ新刊のお願いはオサムは「調子に乗るな」と受け入れなかった。
これでカイカは怨霊のいない生活が送れるとオサムは安堵しかけるが、戦闘により部屋がめちゃくちゃになってしまった。家に帰ったオサムはカイカから手当てしてもらいながら部屋を壊してしまったことを謝罪、修繕費も払うと許しを請う。カイカが大きな荷物を持ってきたことに気付き、ここに泊まると言い出す彼女。オタクの家であるためそうではない人を泊められないというがカイカの部屋は除霊のせいで破壊され工事中、行くアテもなく野宿するわけにもいかないとオサムにダメージを与える。そして、2人分のカレーの材料は既に買ってあるというカイカにそれを作ってもらい、オサムはカイカのことを「伝説の非実在ギャル」だと感謝、カイカはその言葉の意味がわからないままであった。

## 登場キャラクター
乾 オサム
除霊師の女子高生。16歳。陰気な性格。一人暮らし。人とのコミュニケーションが苦手で除霊できるのは一部に限られる。腐女子であり、漫画『撃叩メンカーバン』ではヒスバン派。それゆえ、カイカから「腐女子除霊師」と呼ばれる。

春山 カイカ
女子高生。16歳。非オタク。家賃3万円の賃貸住宅で一人暮らしを始めるが、そこは部屋に怨霊が棲み付く事故物件だった。オサムからオタクに優しい「非実在ギャル」と呼ばれる。

怨霊
カイカの部屋に棲み付く怨霊。前の住人の怨霊だとみられ『撃叩メンカーバン』ではバンヒス派。部屋にある物のデザインや配置からしてカイカのことをヒスバン派だと思い込んでいた。数時間の殴り合いの末に成仏した。

## 反響
本作は複数の言葉がTwitterのトレンド入りするなどインターネット上で話題となった。ネット上では数の違いでマウンティングをしてくる人たちの理解を示すバンヒス派と同じマイナーカップリング支持者や、受けと攻めが逆では全く異なることを競馬に例えた表現が共感された。本作について本音な意見をいうときにそれをファンから遠ざけようと、タイトルを明言するのを避けて「例の漫画」と呼ばれ、これもトレンド入りした。
曽我美なつめはニッチなネタを扱っていながら本作は話題を呼んだ理由は「非常に読みやすく軽快なタッチの『マンガとして優秀な作品』」「専門用語に対してもきっちり端的に解説しつつ、同時にテーマについて知見のある人も思わず唸らせてしまう表現など、描写の幅も広く要点をついた巧みな表現を行っています」とみている。
河野瑠璃は「腐女子と縁遠いカイカに対する『腐女子用語』の解説がまさに抱腹絶倒」、腐女子にとってはあるあるネタが多く、それと正反対のカイカの存在が読者を置いてけぼりにせず「想像力たくましい”腐女子”の実態を知りたい人にとっては、『そういうことだったのか!』と笑いながら勉強にもなるかもしれない」と評した。

## 書誌情報
- ゲタバ子『限界煩悩活劇オサム』集英社〈ジャンプコミックス〉、全4巻
  1. 2023年1月4日発売[2][8]、ISBN 978-4-08-883368-2
  2. 2023年4月4日発売[9]、ISBN 978-4-08-883509-9
  3. 2023年7月4日発売[10]、ISBN 978-4-08-883610-2
  4. 2023年10月4日発売[11]、ISBN 978-4-08-883705-5